# Marcgravia umbellata
Marcgravia umbellata är en tvåhjärtbladig växtart som beskrevs av Carl von Linné. Marcgravia umbellata ingår i släktet Marcgravia och familjen Marcgraviaceae. Inga underarter finns listade i Catalogue of Life.